# Bel Air
Bel Air — четвертий студійний альбом німецького рок-гурту Guano Apes, випущений в 2011 році. Перший сингл «Oh What a Night» потрапив в ротацію на радіо 18 січня 2011, сам диск вийшов 1 квітня і очолив Німецький чарт. Альбом очолив німецький хіт-парад. «Bel Air» став першим альбомом гурту, випущеним за останні 8 років (з 2005 року).
За жанром альбом є сумішшю альтернативної музики, поп-музики, гранжу та панк-року.
У даний альбом входять 5 синглів. Також було знято відеокліпи до пісень: «Oh What a Night», «Sunday Lover», «This Time (сингл)».

## Список композицій
1. Sunday Lover — 3:58
2. Oh What a Night  — 3:12
3. When the Ships Arrive  — 4:05
4. This Time — 3:51
5. She's a Killer — 3:15
6. Tiger — 2:33
7. Fanman — 3:51
8. All I Wanna Do — 3:05
9. Fire in Your Eyes — 4:38
10. Trust / Running Out The Darkness — 7:07

### Бонус-треки
1. Fire — 3:47
2. Carol And Shine — 3:26
3. Staring at the Sun — 3:11

## Учасники запису
- Сандра Насіч — вокал
- Henning Rümenapp — гітара
- Stefan Ude — бас гітара
- Dennis Poschwatta — ударні